# گری باسارابا
گری باسارابا (به انگلیسی: Gary Basaraba) (زاده ۱۶ مارس ۱۹۵۹) بازیگر کانادایی-آمریکایی است. از فیلم‌هایی که او در آن بازی کرده است، می‌توان به بی‌رحم و کودک دل‌شکسته اشاره کرد.